# Renghet, Hunedoara
Renghet este un sat ce aparține orașului Geoagiu din județul Hunedoara, Transilvania, România.

## Imagini

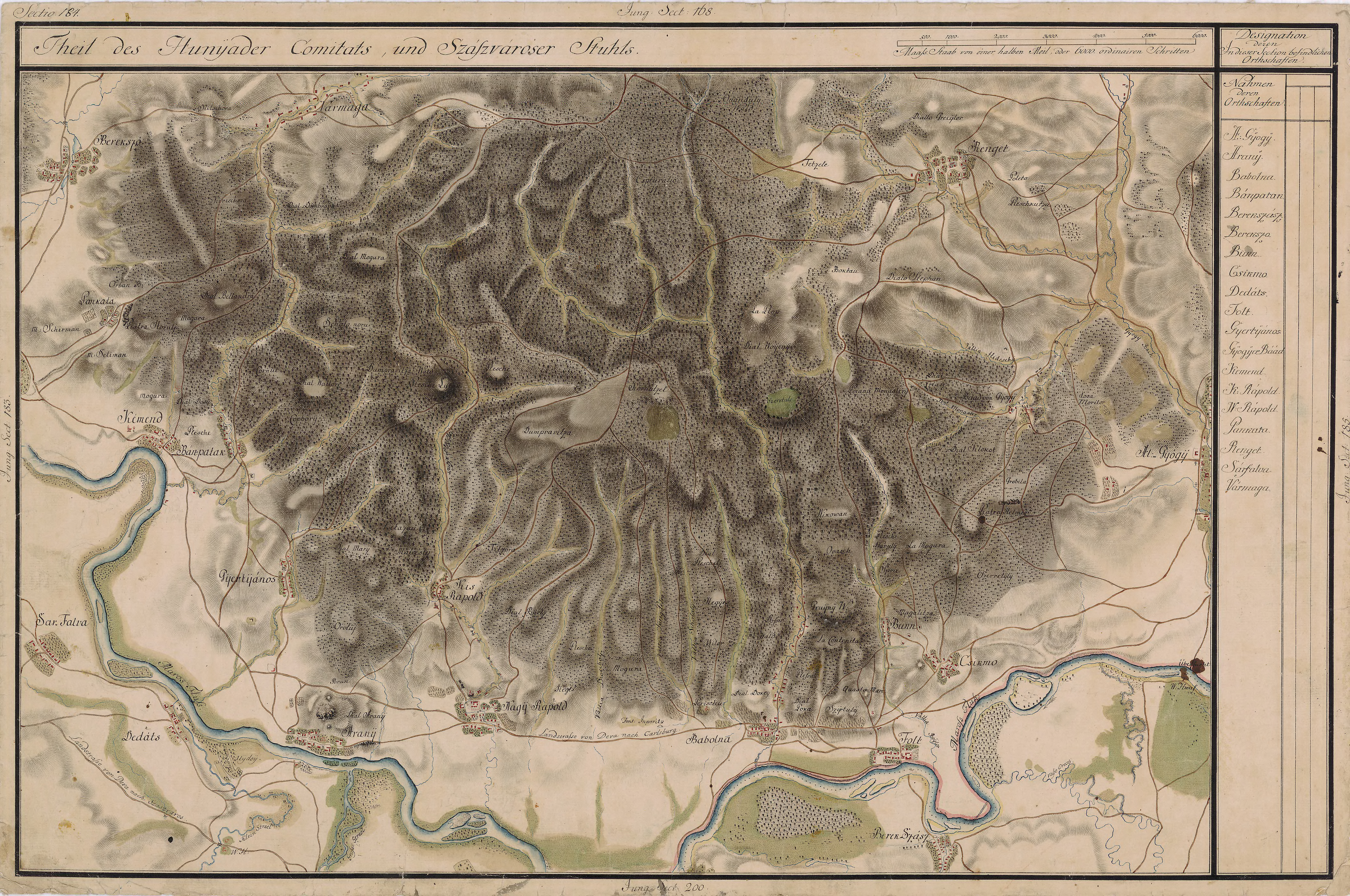
Renghet în Harta Iosefină a Transilvaniei, 1769-1773